# Rathausplatz 16 (Tallinn)

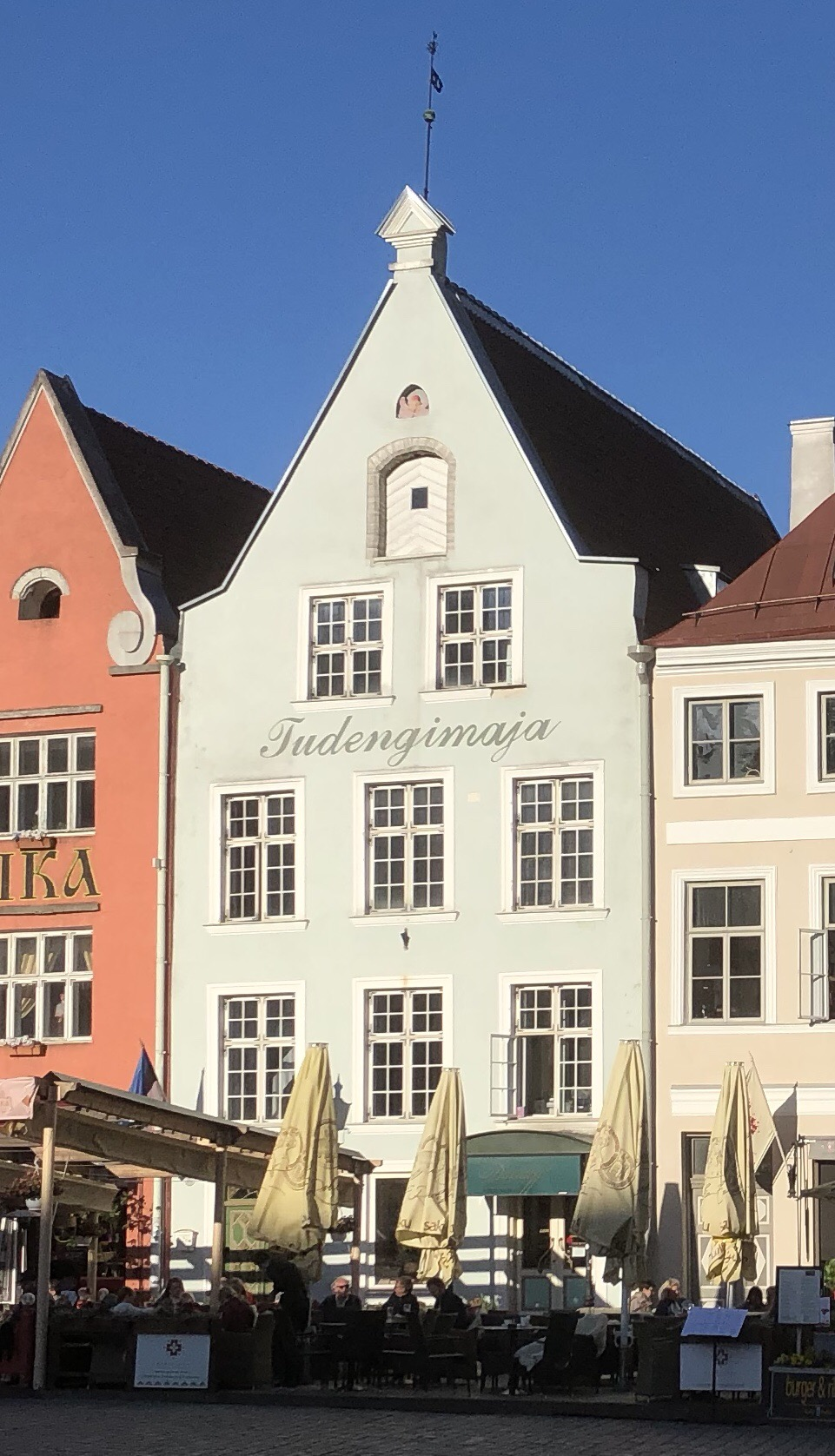
Haus Rathausplatz 16

Das Haus Rathausplatz 16 (estnisch Elamu Raekoja plats 16) ist ein denkmalgeschütztes Gebäude in der estnischen Hauptstadt Tallinn (deutsch Reval).

## Lage
Es befindet sich in der historischen Revaler Altstadt auf der Ostseite des Rathausplatzes (estnisch Raekoja plats). Nördlich grenzt das gleichfalls denkmalgeschützte Haus Rathausplatz 15, südlich das Haus Rathausplatz 17 an.

## Architektur und Geschichte
Der viergeschossige Bau geht vermutlich bis auf das 15. Jahrhundert zurück. Oberhalb des vierten Geschosses befindet sich eine Ladeluke. Wohl zu Beginn des 19. Jahrhunderts erfolgte ein Umbau des Hauses, wobei jedoch die drei- bzw. zweiachsige Fassadengestaltung weitgehend unverändert blieb. Die innere Struktur des Gebäudes wurde mehrfach geändert. Ein weiterer Umbau des Inneren erfolgte 1979 durch den Architekten R. Laur.
Das Grundstück zieht sich auf der Rückseite bis zur Rußstraße (Vene tänav). Dort befand sich ursprünglich ein Torbogen.
Als Denkmal wurde das Gebäude am 15. April 1997 registriert und ist unter der Nummer 3068 im estnischen Denkmalverzeichnis eingetragen.
Ein Teil des Gebäudes wird gastronomisch genutzt.